# Jüri församling
Jüri församling (estniska: Jüri kogudus) är en församling som tillhör Ida-Harju kontrakt inom den Estniska evangelisk-lutherska kyrkan. Församlingen omfattar Kiili kommun, större delen av Rae kommun samt mindre delar av Raasiku kommun och Saku kommun i landskapet Harjumaa.

## Större orter
- Assaku (småköping)
- Jüri (småköping)
- Kangru (småköping)
- Kiili (köping)
- Lagedi (småköping)
- Luige (småköping)
- Peetri (småköping)
- Vaida (småköping)